# گلیکوژنوز نوع دو
گلیکوژنوز نوع دو که بیماری ذخیرهٔ گلیکوژن نوع دو و نیز بیماری پومپه Pompe disease خوانده می‌شود، نوعی ناهنجاری متابولیک مادرزادی است.

## علائم بالینی
- زمان تولد و دورهٔ نوزادی: سیانوز و حملات تنگی نفس که منجر به نارسایی قلب می‌شود، اشکال در تغذیه و اختلال رشد، آسیب ماهیچهٔ قلبی، بزرگی و نارسایی قلب و مرگ.
- دوران شیرخوارگی و کودکی: نارسایی قلب، بزرگی قلب و کبد، اختلال رشد، ضعف به‌علت ابتلای ماهیچه‌های اسکلتی، کاهش قابل توجه تونوس ماهیچه‌ای، کاهش یا غیاب رفلکس‌های تاندونی، بزرگی زبان و بیرون بودن زبان از دهان با برجسته بودن شکم در کمتر از نیمی از بیماران، اسکولیوز یا لوردوز. تعداد کمی از بیماران با وجود گرفتاری عضلات اسکلتی و کاهش تونوس عضلانی، بیماری قلبی ندارند. سابقه مرگ در فرزندان خانواده مثبت است.
- دوران نوجوانی و بزرگسالی: در دههٔ دوم یا سوم زندگی ضعف پیش‌روندهٔ عضلات پروگزیمال، آسیب پیشروندهٔ ماهیچه‌های اسکلتی با ابتلای خفیف قلبی یا بدون آن، درد پشت، غیاب رفلکس‌های تاندونی، بی‌اختیاری ادرار و گرفتاری دیافراگم که منجر به آپنه به هنگام خواب می‌شود و همچنین نارسایی تنفسی یا سینه‌پهلو مشاهده می‌گردد.

## نقص آنزیمی
نقص در آنزیم آلفا-گلوکوزیداز(اسید مالتاز لیزوزومی).

## توارث ژنتیکی
اتوزوم مغلوب.

## میزان بروز
یک مورد در هر ۵۰ هزار تولد زنده.

## روش تشخیص
- بررسی آنزیم: در ماهیچه، فیبروبلاست‌ها، گلبول‌های سفید یا کبد.
- بررسی بیمار با گرفتن نوار قلبی و اکوکاردیوگرافی.

## درمان
درمان نگه‌دارنده و حمایتی است. در بیماری ماهیچه‌ای پیشرفته، استفاده از ونتیلاتور لازم است. علاوه بر این می‌توان از درمان جایگزینی با آنزیم صناعی از راه داخل وریدی استفاده نمود. تغذیه از غذاهای پُر پروتئین با افزودن لوسین و آلانین توصیه می‌شود.

## آزمون تشخیص قبل از تولد
بررسی آنزیم در آمنیوسیت‌ها.